# Dobra Wola (Stare Juchy)

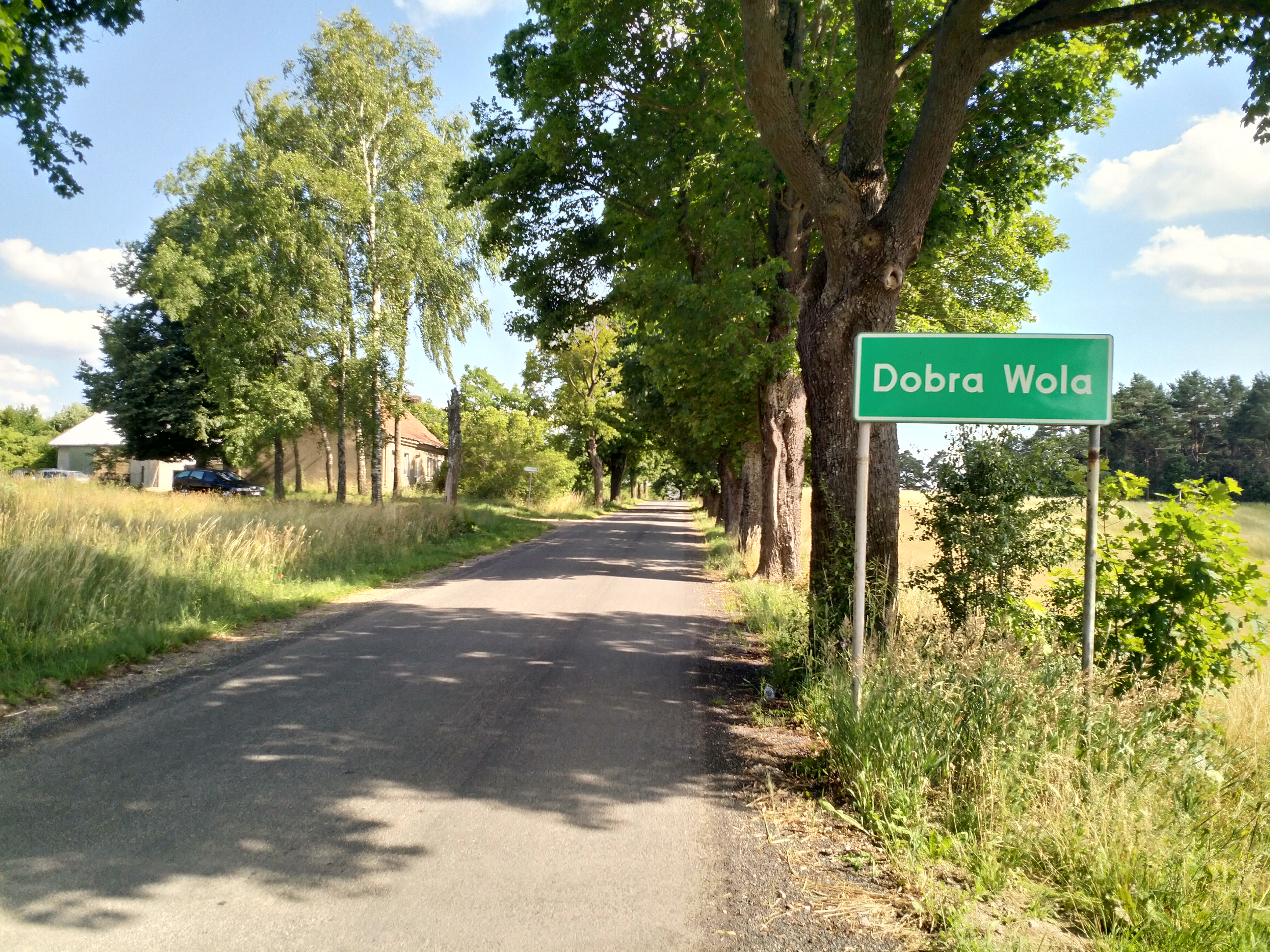
(2023)

Dobra Wola (deutsch Dobrowolla, 1935–1945 Willenheim) ist ein Ort in der polnischen Woiwodschaft Ermland-Masuren, der zur Landgemeinde Stare Juchy (Alt Jucha, 1938–1945 Fließdorf) im Powiat Ełcki (Kreis Lyck) gehört.

## Geographische Lage
Dobra Wola liegt in der östlichen Mitte der Woiwodschaft Ermland-Masuren, 24 Kilometer nordwestlich der Kreisstadt Ełk (Lyck).

## Geschichte
Das kleine einst Dobrowolla genannte kleine Dorf wurde zwischen 1818 und 1839 gegründet. Von 1874 bis 1945 war der Ort in den Amtsbezirk Gorlowken (polnisch Gorłówko) eingegliedert, der – 1939 in Amtsbezirk Gorlau umbenannt – zum Kreis Lyck im Regierungsbezirk Gumbinnen (1905–1945 Regierungsbezirk Allenstein) in der preußischen Provinz Ostpreußen gehörte.
Im gleichen Zeitraum war Dobrowolla dem Standesamt Gorlowken zugeordnet.
Im Jahre 1910 waren in Dobrowolla 161 Einwohner registriert. Die Zahl verringerte sich bis 1933 auf 143.
Aufgrund der Bestimmungen des Versailler Vertrags stimmte die Bevölkerung im Abstimmungsgebiet Allenstein, zu dem Dobrowolla gehörte, am 11. Juli 1920 über die weitere staatliche Zugehörigkeit zu Ostpreußen (und damit zu Deutschland) oder den Anschluss an Polen ab. In Dobrowolla stimmten 120 Einwohner für den Verbleib bei Ostpreußen, auf Polen entfielen keine Stimmen.
Am 30. August 1935 wurde Dobrowolla aus politisch-ideologischen Gründen der Vermeidung fremdländisch klingender Namen umbenannt in Willenheim. Die Zahl der Einwohner belief sich im Jahr 1939 auf 114.
In Kriegsfolge kam das Dorf im Jahr 1945 mit dem gesamten südlichen Ostpreußen zu Polen und erhielt die polnische Namensform Dobra Wola. Heute ist es Sitz eines Schulzenamtes (polnisch sołectwo) und somit eine Ortschaft in der Landgemeinde Stare Juchy (Alt Jucha, 1938–1945 Fließdorf) im Powiat Ełcki (Kreis Lyck), bis 1998 der Woiwodschaft Suwałki, seither der Woiwodschaft Ermland-Masuren zugehörig.

## Religionen
Bis 1945 war Dobrowolla in die evangelische Kirche Orlowen in der Kirchenprovinz Ostpreußen der Evangelischen Kirche der Altpreußischen Union und in die katholische Kirche St. Adalbert in Lyck im Bistum Ermland eingepfarrt.
Heute gehört Dobra Wola zur evangelischen Kirchengemeinde in Wydminy (Widminnen), einer Filialgemeinde der Pfarrei Giżycko (Lötzen) in der Diözese Masuren der Evangelisch-Augsburgischen Kirche in Polen bzw. zur katholischen Pfarrkirche Stare Juchy im Bistum Ełk der Römisch-katholischen Kirche in Polen.

## Verkehr
Dobra Wola liegt an einer Nebenstraße, die von der Woiwodschaftsstraße DW 655 bei Pietrasze (Pietraschen, 1938–1945 Petersgrund, Dorf) abzweigt und über Szczecinowo (Szczeczinowen, 1925–1945 Steinberg) nach Stare Juchy (Alt Jucha, 1938–1945 Fließdorf) führt. Eine Bahnanbindung besteht nicht.